# بيير صادق
كان بيير صادق (1938-24 أبريل 2013) رسامًا كاريكاتيرًا لبنانيًا، اعتُبر رائد الرسوم الكاريكاتورية السياسية ومدافعاً كبيراً عن حرية التعبير.

## السيرة الشخصية
ولد في زحلة، وتخرج من الأكاديمية اللبنانية للفنون الجميلة وعمل في العديد من الصحف بما في ذلك الأمل والأنوار والنهار والديار ومجلة الصياد حيث صمم رسوماته الكاريكاتيرية للرئيس المصري جمال عبد الناصر التي أدت إلى إقالته، تعاون أيضًا مع عدد من وسائل الإعلام الدولية مثل تايم و مساء فرنسا وواشنطن بوست، وفي عام 1972 حصل على جائزة سعيد عقل مرتين، وفي عام 1986 كان أول رسام كاريكاتير في لبنان يقوم بعمل رسوماته على التلفزيون كجزء من نشرة الأخبار المسائية الرئيسية، وقد قام بتنظيم العديد من المعارض وتأليف أربعة كتب.
في عام 2012 كان عليه التعامل مع حملة عنيفة ضده لأنه نشر صورة كاريكاتيرية لحسن نصر الله -رئيس جماعة حزب الله الشيعية- في جريدة الجمهورية اليومية، وفي ديسمبر من نفس العام عينه الرئيس ميشال سليمان قائداً لوسام لأرز، وقد سبق أن تم تعيينه فارسًا لوسام الأرز من قبل الرئيس سليمان فرنجية وضابطًا من قبل الرئيس إلياس الهراوي ورئيس الوزراء السابق رفيق الحريري.
توفي في عمر ال 75 في مستشفى القديس جاورجيوس الجامعي في الأشرفية بعد صراع طويل مع مرض السرطان في 24 أبريل 2013.

## سياسة
كان صادق صحيح سياسيًا ويدافع عن الفكرة التقليدية للبنان، ومن بين السياسيين الذين ساندهم: ريموند إد وكميل شمعون وبشير الجميل ورفيق الحريري، لقد كان ضد وناقد لفصائل كثيرة مثل الناصريين العرب ومنظمة التحرير الفلسطينية والقيادة السورية وكذلك حلفائهم اللبنانيين خلال الحرب الأهلية (1975-1990)، كما انتقد السلطات اللبنانية التي تحالفت مع النظام السوري لحكم لبنان بموجب ما أصبح فيما بعد يعرف باسم «نظام الوصاية»، وخلال السنوات الأخيرة ركز صادق على حزب الله مصراً على رسم رسوم كاريكاتيرية للأمين العام حسن نصر الله على الرغم من تهديده على فيسبوك، ومع ذلك كان موضوعه المفضل في سنواته الأخيرة حليف حزب الله -الجنرال ميشال عون-، لم يمل صادق أبدًا من تصوير عون على أنه برتقالة غاضبة في إشارة إلى شعار الحركة الوطنية الحرة لعون.

## روابط خارجية
- الموقع الرسمي